# Climatiidae
Climatiidae — вимерла родина морських риб, що належала до вимерлого класу Акантоди (Acanthodii). Родина існувала із силуру по девон, 443,7-354,0 млн років тому.Це були дрібні рибки, що сягали у середньому, 15 см завдовжки.

## Роди
- Alterbidinium Lentin and Williams 1985
- Brachyacanthus
- Climatius
- Nostolepis
- Parexus
- Vernicomacanthus